# Son-Goku
Son-Goku (孫 悟空) er hovedpersonen i mangaen (japansk tegneserie) Dragon Ball, skabt af Akira Toriyama. Dragon Ball er historien om hvordan han møder sine venner og rivaler takket være de syv mystiske dragekugler, der hvis man samler dem alle, opfylder ens største ønske.
Son-Goku er født til at slås og Dragon Ball er også historien om hans udvikling. Son-Goku er en glad og temmelig naiv dreng der levede sammen med en mand som hed Son-Gohan. Son-Goku kaldte ham for sin bedstefar, men det var han ikke i virkeligheden. Senere på en fuldmåne nat forvandlede Son-Goku sig til en stor abe (Oozaru) og dræbte Son-Gohan, da Son-Goku vågnede op næste dag huskede han intet. Men selvom Son-Gohan døde bliver han respekteret og elsket af Son-Goku fordi det var hans første mester. Det manifesterede sig i Son-Gokus personificering af den firestjernet dragekugle med hans bedstefar.
Alt ændres for Son-Goku den dag han møder den unge Bulma, som er datteren til en rig opfinder. Hun leder efter dragekuglerne, og Son-Goku vælger at efterlade sit hjem i bjergene, for at tage med Bulma ud på eventyr efter dragekuglerne.
Son-Goku er bygget på Sun Wukong (Abekongen). Adskillige artefakter som ninbo staven stammer også fra Abekongen.
Et af de humoristiske punkter ved Son-Goku i Dragon Ball er, at han ikke er ked af af at vise sig nøgen, selv ikke over for det modsatte køn, og fordi han ikke er særlig intelligent, blotter han ofte sin penis. [kilde mangler]
Son-Gokus rigtige far, Bardock, var en sayajin-kriger på planeten Vejita. Bardock blev dræbt under kamp mod Freiza. Son-Gokū blev sendt til jorden for at destruere den. Eneboeren Son-Gohan fandt ham og tog ham til sig som sit eget barnebarn. Den lille Son-Goku var meget voldelig. Men en dag slog han hovedet og glemte alt om sin mission. Siden den dag blev han en glad og naiv dreng.
Han er gift med barndomsveninden Chichi. De har to sønner, som hedder Son-Gohan (opkaldt efter manden der tog sig af Son-Goku) og Son-Goten.

## Stemmer
Danske:
Caspar Phillipson
Japanske:
Masako Nozawa
Engelske:
Stephanie Nadolny (Barn/Teenager)
Sean Schemmel (Voksen)